# Sandton
Sandton este un oraș din provincia Gauteng, Africa de Sud.

## Personalități născute aici
- Oscar Pistorius (n. 1986), atlet.